# 牙外伤

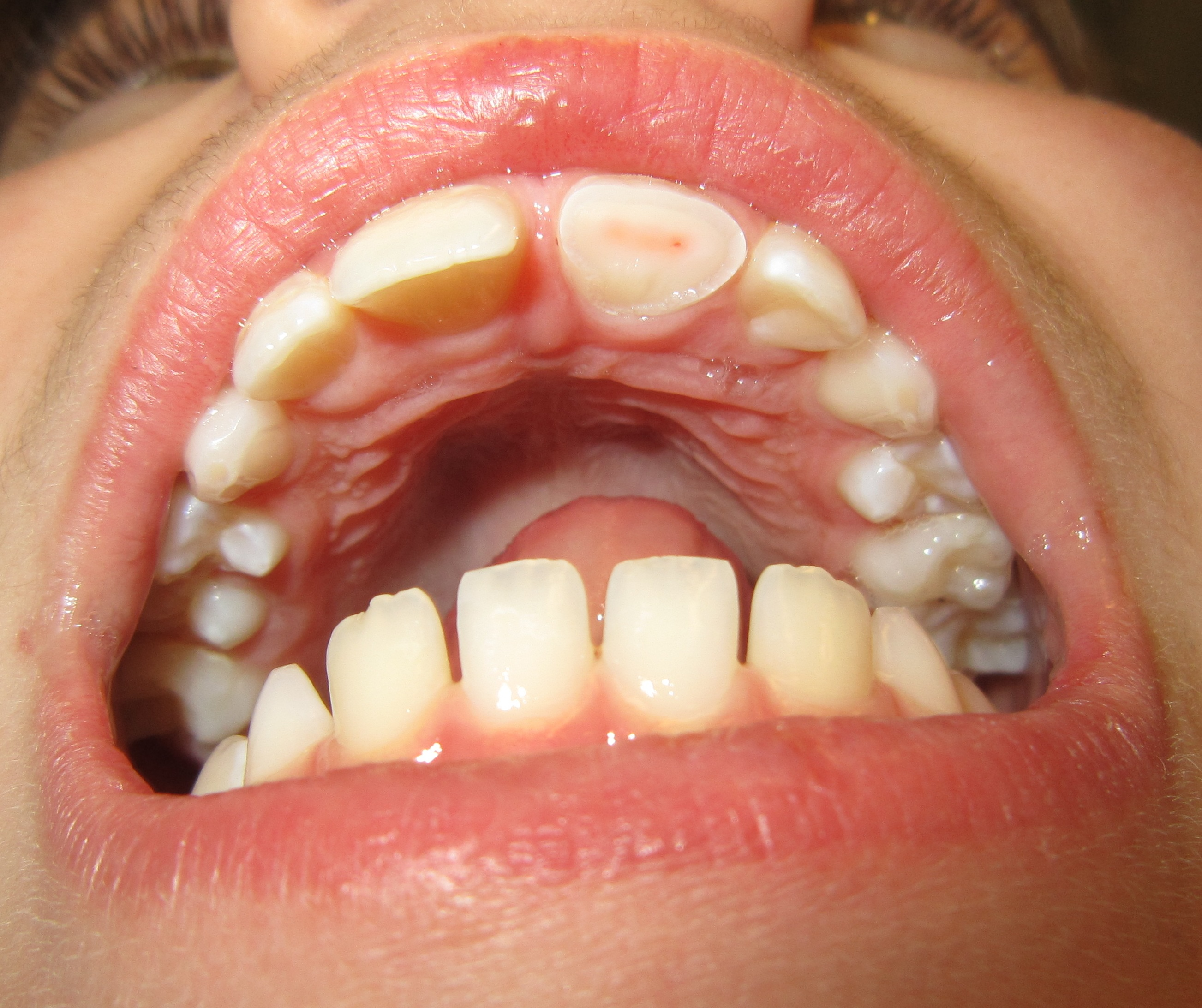
冠折露髓，前上牙折断。组成牙齿的组织层清晰可见，粉红的牙髓与较白的牙本质和牙釉质形成鲜明对比。

牙外伤（traumatic dental injury，dental trauma）或牙创伤，是外力（跌倒、撞擊、交通事故等）對牙齒（牙体硬组织、牙髓）或牙周组织（牙齦、牙周膜、牙槽骨）以及附近的軟組織如唇、舌等造成的损伤。
儿童更易发生牙外伤，在口腔主要表现为前牙外伤，前牙外伤好发年龄多为8～10岁，约占全部前牙外伤的52.9%；好发部位多见于上前牙，约占全部前牙外伤的97.1%；且因上前牙往往还未完全萌出，牙根尚未完全形成，此时牙外伤的治疗较成人复杂。